# Пирт, Нил
Корнелиус Эллвуд «Нил» Пирт (англ.  Cornelius Ellwood «Neil» Peart; 12 сентября 1952, Гамильтон, Онтарио, Канада — 7 января 2020) — канадский музыкант и автор песен, барабанщик-виртуоз. Наиболее известен как барабанщик и автор текстов группы Rush. Многими музыкантами и авторами считался одним из лучших барабанщиков в рок-музыке. В списке «100 величайших барабанщиков всех времён» журнала Rolling Stone занял 4-е место, так же как и в списке 50 лучших барабанщиков рока по версии журнала Classic Rock.

## Биография
Пирт вырос в порту Дэлхаус, Онтарио, и не имел постоянной работы. Однако он хотел стать профессиональным музыкантом и ушёл из местной группы в поисках постоянного места барабанщика. После поездки в Англию, чтобы сконцентрироваться на своей музыке, Пирт вернулся домой, где он присоединился к группе Rush летом 1974 года.
В начале своей карьеры стиль исполнения Пирта был основан на хард-роке. Он был вдохновлен лучшими барабанщиками британской хард-рок сцены, такими как Кит Мун и Джон Бонэм. Со временем, однако, он начал подражать ударникам джаза и биг-бэнда: Джин Крупа и Бадди Рич. В 1994 году Пирт встретился с Freddie Gruber и стал учиться у него. Именно в это время Пирт решил модернизировать и развить свой стиль игры, включив компоненты свинга и джаза. Пирт получил много наград за свои выступления. Он известен техникой исполнения и выносливостью.
Кроме того, Пирт также издал несколько воспоминаний о своих поездках. Пирт являлся основным автором текстов Rush. При написании текстов песен Пирт обращался к общей тематике, а также использовал научную фантастику, фэнтези и философию, а также светские, гуманитарные и либертарианские темы. Все четыре его книги посвящены путешествиям и написаны в научно-популярном стиле.
Пирт в последнее время проживал в Санта-Монике, Калифорния, со своей женой, фотографом Кэрри Наттолл, и дочерью, Оливией Луизой (род. август 2009). Он также имел дом в провинции Квебек, а записывал музыку в Торонто.
Присутствовал как персонаж в полнометражном мультфильме «Команда Фастфуд».

## Смерть
Пирт умер от глиобластомы, агрессивной формы рака мозга, 7 января 2020 года в Санта-Монике, Калифорния. Ему поставили диагноз за три с половиной года до смерти. До самой смерти Пирта болезнь хранилась в тайне. Его семья сделала заявление 10 января 2020 года.
С официального сайта Rush:
С разбитыми сердцами и глубочайшей печалью мы должны поделиться ужасной новостью о том, что во вторник наш друг, душевный брат и товарищ по группе более 45 лет, Нил, проиграл свою невероятно смелую трёх с половиной летнюю битву с раком мозга (глиобластома). Мы просим друзей, фанатов и СМИ уважать потребность семьи в уединении и мире в это чрезвычайно болезненное и трудное время. Желающие выразить соболезнования могут выбрать группу по исследованию рака или благотворительную организацию по своему усмотрению и сделать пожертвование от имени Нила.Rush
.
Многие музыканты, такие как Майк Портной, Ларс Ульрих, Слэш и другие, выразили свои соболезнования по поводу кончины Пирта.